# Bertus Freese
Bertus Freese (ur. 20 lutego 1902 w Almelo, zm. 21 listopada 1959 tamże) – piłkarz holenderski grający na pozycji napastnika. W swojej karierze rozegrał 1 mecz w reprezentacji Holandii.

## Kariera klubowa
W swojej karierze piłkarskiej Freese grał w klubie Heracles Almelo. W sezonie 1926/1927 wywalczył z nim mistrzostwo Holandii.

## Kariera reprezentacyjna
W reprezentacji Holandii Freese zadebiutował 30 maja 1928 roku w przegranym 0:2 meczu igrzysk olimpijskich w Amsterdamie z Urugwajem, rozegranym w Amsterdamie. Był to jego jedyny mecz w kadrze narodowej.